# Tichrine (Manbij)
Tichrine (en arabe : tišrīn, تشرين signifiant « octobre »), est une ville du gouvernorat d'Alep, en Syrie.
La ville se trouve sur la rive ouest de l'Euphrate, à 1,5 km du barrage de Tichrine et de son réservoir, dont elle abrite les logements des employés qui y travaillent.
Son nom fait sans doute par référence à la Guerre du Kippour appelé aussi « guerre d'octobre ». C'est aussi le nom du journal du Parti Baas syrien, au pouvoir dans le pays : jarīda tišrīn (جريدة تشرين).